# Roggenburg (Szwajcaria)
Roggenburg (gsw. Roggeburg; fr. Roggenbourg) – gmina (niem. Einwohnergemeinde) w północnej Szwajcarii, w kantonie Bazylea-Okręg, w okręgu Laufen. 31 grudnia 2020 roku liczyła 269 mieszkańców. Jest faktycznie eksklawą kantonu, ponieważ tylko w jednym punkcie teren gminy łączy się z pozostałą częścią kantonu.